# Yttre Langas
Yttre Langas är en sjö i Jokkmokks kommun i Lappland och ingår i Råneälvens huvudavrinningsområde. Sjön har en area på 0,103 kvadratkilometer och ligger 362,8 meter över havet.

## Delavrinningsområde
Yttre Langas ingår i det delavrinningsområde (739578-172028) som SMHI kallar för Mynnar i Harrbäcken. Medelhöjden är 342 meter över havet och ytan är 11,69 kvadratkilometer. Det finns inga avrinningsområden uppströms utan avrinningsområdet är högsta punkten. Vattendraget som avvattnar avrinningsområdet har biflödesordning 4, vilket innebär att vattnet flödar genom totalt 4 vattendrag innan det når havet efter 136 kilometer. Avrinningsområdet består mestadels av skog (69 procent) och sankmarker (25 procent). Avrinningsområdet har 0,42 kvadratkilometer vattenytor vilket ger det en sjöprocent på 3,5 procent.